# Нимрод (ЗСУ)
40M «Нимрод» (венг. 40M Nimród) — венгерская зенитная самоходная установка (ЗСУ) периода Второй мировой войны, лёгкая по массе. Названа в честь библейского персонажа. Первоначально задумывалась как противотанковая САУ. Создана в 1937—1939 годах шведской фирмой AB Landsverk на шасси лёгкого танка Landsverk L-60. За время серийного производства в 1941—1944 годах было выпущено 135 единиц. «Нимроды» активно использовались венгерскими войсками в 1942—1945 годах. К роли противотанковых САУ они оказались непригодны, но стали эффективны в качестве ЗСУ.
«Нимрод» оказались одной из самых удачных и эффективных ЗСУ второй мировой войны. Действуя вне дальности огня ПТ пушек противника, они обеспечивали ПВО танковых и моторизованных частей на марше и в бою.
В настоящее время сохранились два экземпляра этой ЗСУ. Один из САУ 40М «Нимрод» находится в экспозиции парка Патриот; второй — в Будапештском Военно-историческом музее.
Nimrod выпускались с октября 1941 по апрель 1944 года. №№ Н-055 — Н-100, 1Н-630 — 1Н-718. Производитель: MAVAG.
1941 год — 27
1942 год — 19
1943 год — 72
1944 год — 17

## Боевое применение
ЗСУ производились на заводе Manfréd Weiss. Всего было построено 135 машин в 2 партиях: 46 с немецким двигателем Büssing-NAG L8V/36TR и 89 с венгерским Ganz IP VGT 107 Type II (созданным по лицензии Büssing-NAG) и усиленными пружинами торсионов. С 1942 года именовался "4 cm 36/40M páncélos gépágyú".
Состояли на вооружении:
- 51-й тяжелый танковый батальон 1-й танковой дивизии (тд); 4 батареи по 6 ЗСУ; взводы из двух машин.
- 52-й тяжелый танковый батальон 2-й тд; аналогично.
- 15-й велосипедный батальон 1-й кавалерийской дивизии (со 2.11.1944 1-я гусарская дивизия): батарея из 4 ЗСУ.
- В состав 2-й армии во время сражений на Дону (1941-42) входили 4 зенитные батареи.

Планировалось оснастить башнями "Нимрод" корабли венгерской Дунайской флотилии «Дьёр», «Кечкемет», «Дебрецен» и «Сегед», однако к концу войны это было выполнено лишь частично, поэтому в 1944 году некоторые из них получили немецкие 20-мм зенитные пушки.

## Модификации
- Landsverk L-62 Anti — базовая модель, компанией «Ландсверк» изготовлен один экземпляр, поставлен в Венгрию.
- 40M Nimród — серийная машина для венгерской армии.

### Машины на базе 40M Nimród
- «Лехел» (венг. Lehel) — прототип бронетранспортёра, созданный в единственном экземпляре в 1943 году.

## Состоял на вооружении
- Венгрия

## Сопоставимая техника
- Crusader AA
- M19 MGMC
- Möbelwagen
- Ostwind
- Wirbelwind
- ЗСУ-37